# Hildesheimer Orationale

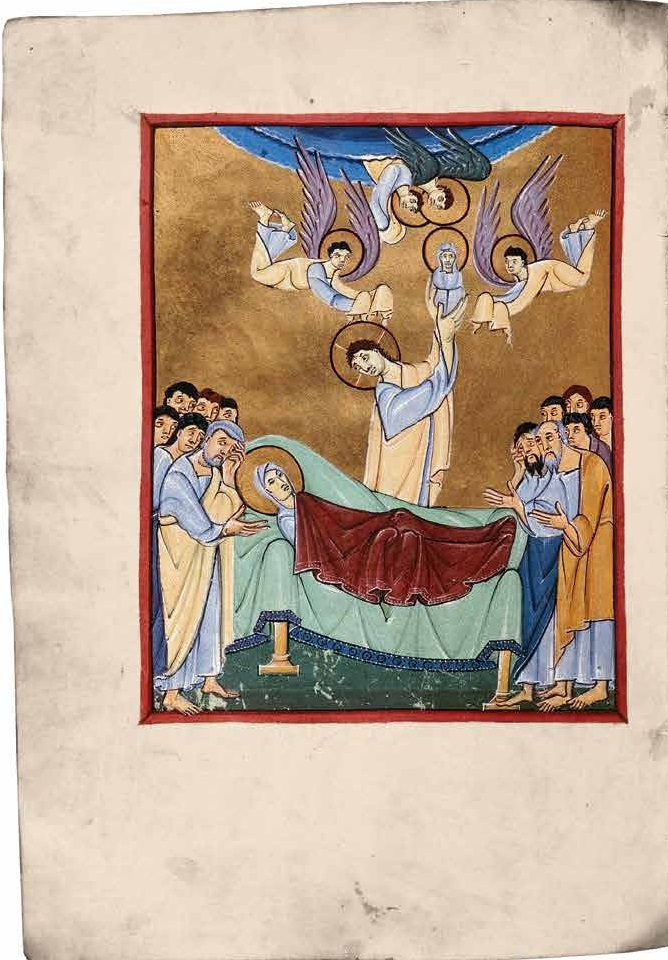
Maria auf dem Totenbett, f. 76v

Das Hildesheimer Orationale oder Reichenauer Epistolar ist ein Werk der ottonischen Buchkunst und zählt zu den Hauptwerken dieser Epoche. Die Pergamenthandschrift mit den Maßen 22 × 16,5 cm, die auf  96 Blättern Lesungen und Gebete für Messfeier und Stundengebet enthält, war vermutlich ein Auftragswerk  Heinrichs II. (Regierungszeit 1002–1024) für den Hildesheimer Dom, den dieser im März 1013 besuchte und dabei auch mit anderen Stiftungen versah. Die Bebilderung von vier doppelseitigen Miniaturen, sechs Initialseiten und zahlreichen kleineren Schmuckinitialen wird der sogenannten Liuthargruppe oder den von dieser abhängigen „Schulhandschriften“ innerhalb der Reichenauer Malerschule zugerechnet. Die Buchdeckel aus Eichenholz sind zeitgleich mit dem Buchblock gefertigt und zeigen Spuren einstiger Schmuckbeschläge.
Das Orationale ist seit dem 18. Jahrhundert in der Hildesheimer Dombibliothek nachgewiesen, wo es noch heute aufbewahrt wird (Signatur: Hs 688). Liturgische Nachträge des 14. und 15. Jahrhunderts im Buch beweisen eine Verwendung am Hildesheimer Dom schon im ausgehenden Mittelalter. Für die Hildesheimer Bestimmung  von Anfang an spricht schon das Bildkonzept des Reichenauer Malers mit den Doppelminiaturen zur Aufnahme Mariens in den Himmel und zum Allerheiligenfest, mit denen Patrozinium wie auch Kirchweihe des damaligen Hildesheimer Doms herausgehoben sind. Der harfenspielende David  in der Miniatur zu Allerheiligen soll möglicherweise für den schenkenden Herrscher stehen, der um Aufnahme in die himmlische Gebetsgemeinschaft bittet. Eine Hildesheimer Bestimmung lässt die Frage nach einer möglichen Verbindung der Kunst Bischof Bernwards von Hildesheim mit dem Reichenauer Skriptorium zu.
Das Hildesheimer Orationale wurde gemeinsam mit dem Wolfenbütteler Perikopenbuch in der gleichen Werkstatt gebunden. Malerisch wie paläographisch steht es weiter dem  Münchner Evangeliar Ottos III.,  dem   Perikopenbuch Heinrichs II. und der Bamberger Apokalypse besonders nahe, die sämtlich von der UNESCO in die Liste des Weltdokumentenerbes aufgenommen worden sind.